# Jerg Ratgeb Skulpturenpfad

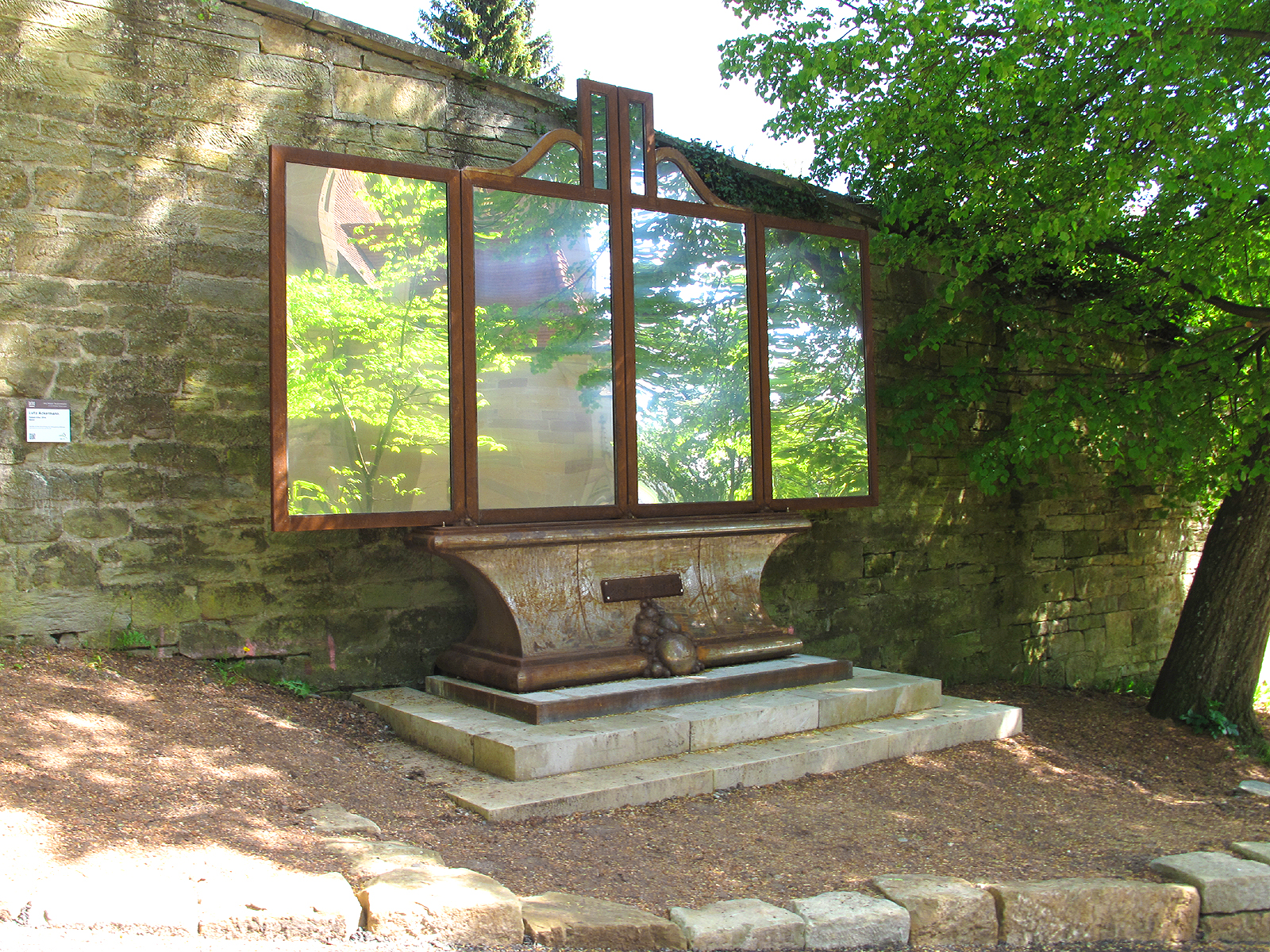
Lutz Ackermann, Ratgeb-Altar, 2014

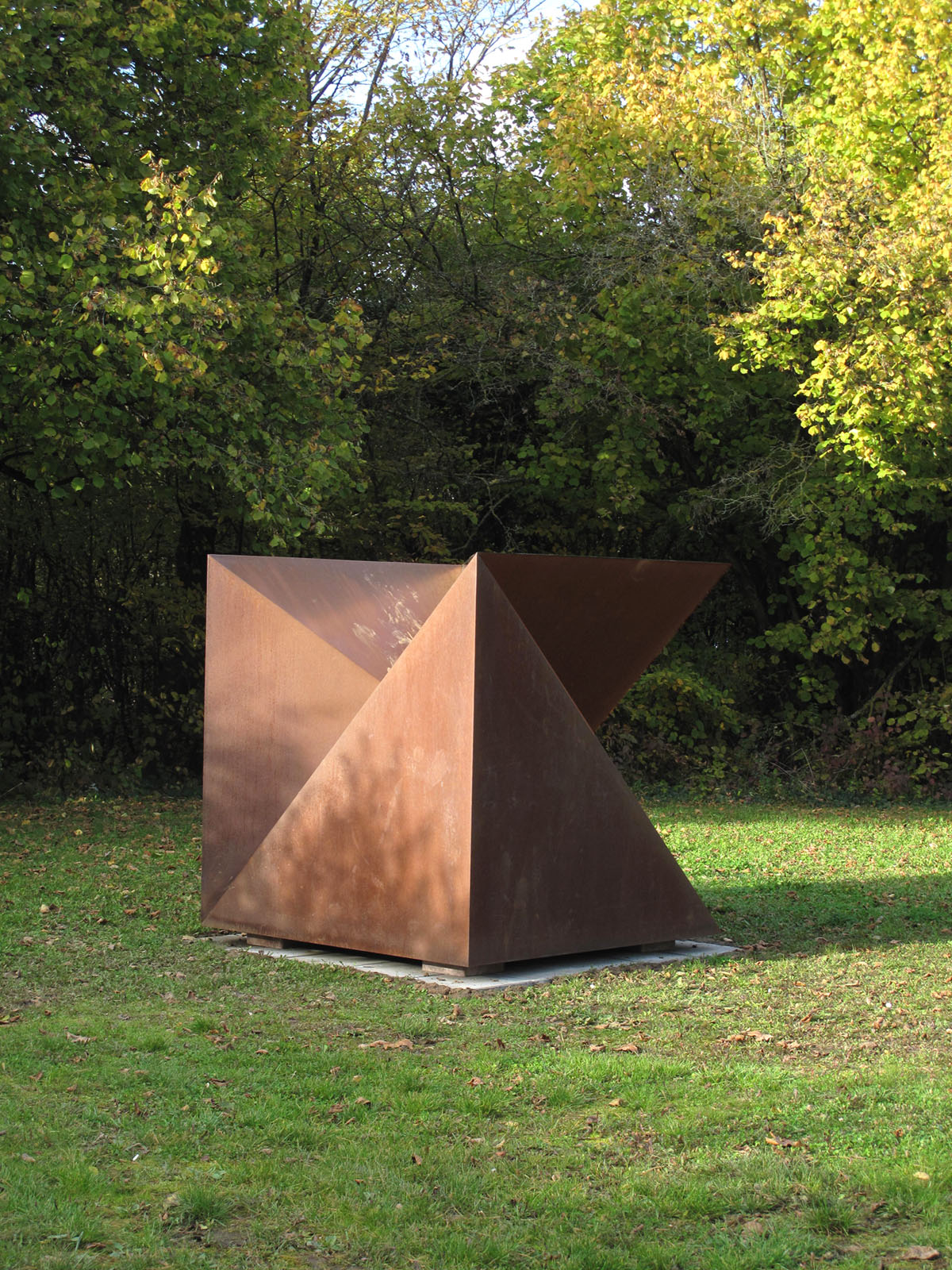
Hans Dieter Bohnet, Kubus XIII 99, 1999

Der Jerg Ratgeb Skulpturenpfad ist ein Skulpturenweg in Herrenberg in Baden-Württemberg. Der Skulpturenpfad soll die Erinnerung an Jerg Ratgeb wachhalten, einen Maler, der unter anderem den Herrenberger Altar erschuf, und Bauernführer im Deutschen Bauernkrieg des 16. Jahrhunderts.

## Projektbeschreibung
Mit dem Initiator und Kurator, dem Kunst- und Kulturgeschichtler Helge Bathelt, bildete sich 2012 eine Herrenberger Bürgergruppe, die gemeinsam den Skulpturenweg mit anfänglich 16 Werken plante. Sie wurden unterstützt durch die Stadt Herrenberg, lokale und regionale Firmen, Handwerksbetriebe, private Sponsoren und Leihgeber. Der Skulpturenpfad bildet eine künstlerische Achse von überregionaler Bedeutung, die vom Bahnhof durch die Altstadt, vorbei an der Herrenberger Stiftskirche bis zur Ruine des Herrenberger Schlosses führt und nun sogar 25 Werke umfassen soll.
21 Werke von 18 Künstlern konnten bei der offiziellen Eröffnung am 5. Mai 2015 der Öffentlichkeit übergeben werden.
Symbolhaft soll Ratgebs Name auch für den vergeblichen Versuch stehen, gesellschaftliche Veränderungen durch Gewalt zu erreichen.

## Werke des Skulpturenpfads
Die folgende Liste enthält alle Werke des Skulpturenpfads in der Reihenfolge von Bahnhof bis Schlossruine inklusive Künstlername und Jahr der Aufstellung:
1. Ingrid Hartlieb: Zwickmühle (2003). Standort: am Bahnhof.
2. Lothar Hudy: Jerg Ratgeb - Freiheit (2014)
3. Thomas Dittus: Morgen wird alles gut (2014) (mit Bodenplatten)[4]
4. Frederick D. Bunsen: Blutspur (2013/14)
5. Hans Dieter Bohnet: Kubus XIII 99 (1999)
6. Hellmut Ehrath: Kalligrafische Figur (2003)
7. Peter Lenk und Hellmut Ehrath: Pendelschlag (2000)
8. Hans Daniel Sailer: Auferstehung des Künstlers (2012/13)
9. Susanne Immer: ohne Titel (2003)
10. Christoph Traub: Corpus (2007)
11. Dieter Kränzlein: Faltung (2005)
12. Lutz Ackermann: Ratgeb-Altar (2014)
13. Stefan Eipper:  Gefangene (1998)
14. Timm Ulrichs: Einflächen-Faltstück (3-teilig) (2014)
15. Linde Wallner: Lichtzeichen (2013)
16. Peter Römpert: Richtblock (2019)
17. Michaela A. Fischer: Ratgebs Frau (2013)
18. Thomas Putze: Bauernkriegsfamilie (2013)
19. Hans Bäurle: Noli me tangere! (2013)
20. Stefan Eipper: Engel und Geschundener (1999)
21. Hellmut Ehrath: Kopfkeil II (2002)
22. Johannes Kares:  Tuch für Jerg Ratgeb (2014)
23. Hellmut Ehrath: Kopfkeil I (2002)
24. Katharina Heubner, Martina Kändler, Susan Helen Miller: Vertex 576 (2016). Lichtinstallation in Form von fluoreszierenden, in den sich den Schlossberg hinaufwindenden Pfad eingearbeiteten Pflastersteinen.
25. Erich Hauser: 7/92 (1992)

## Fotos (Auswahl)

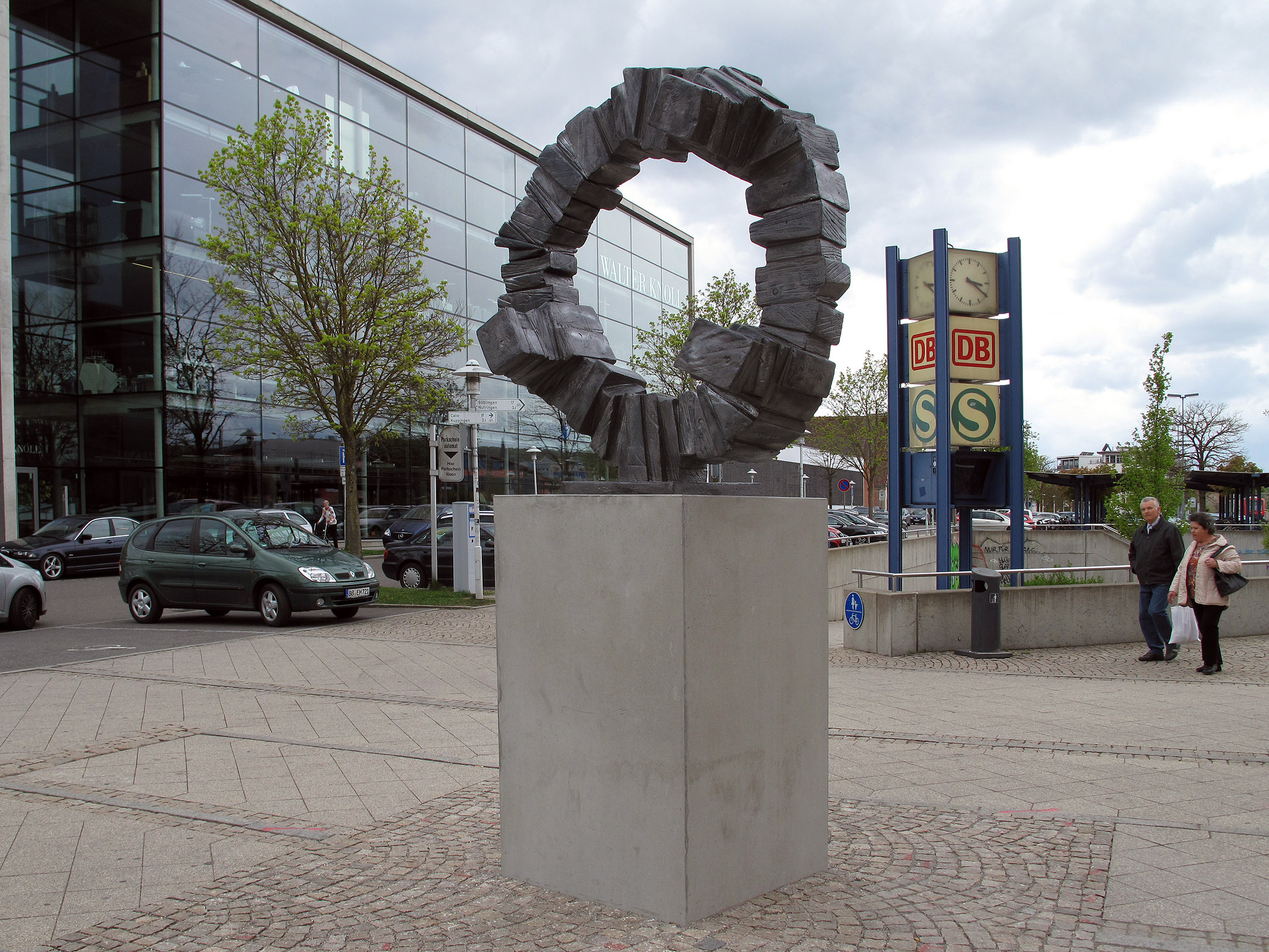
Ingrid Hartlieb, Zwickmühle
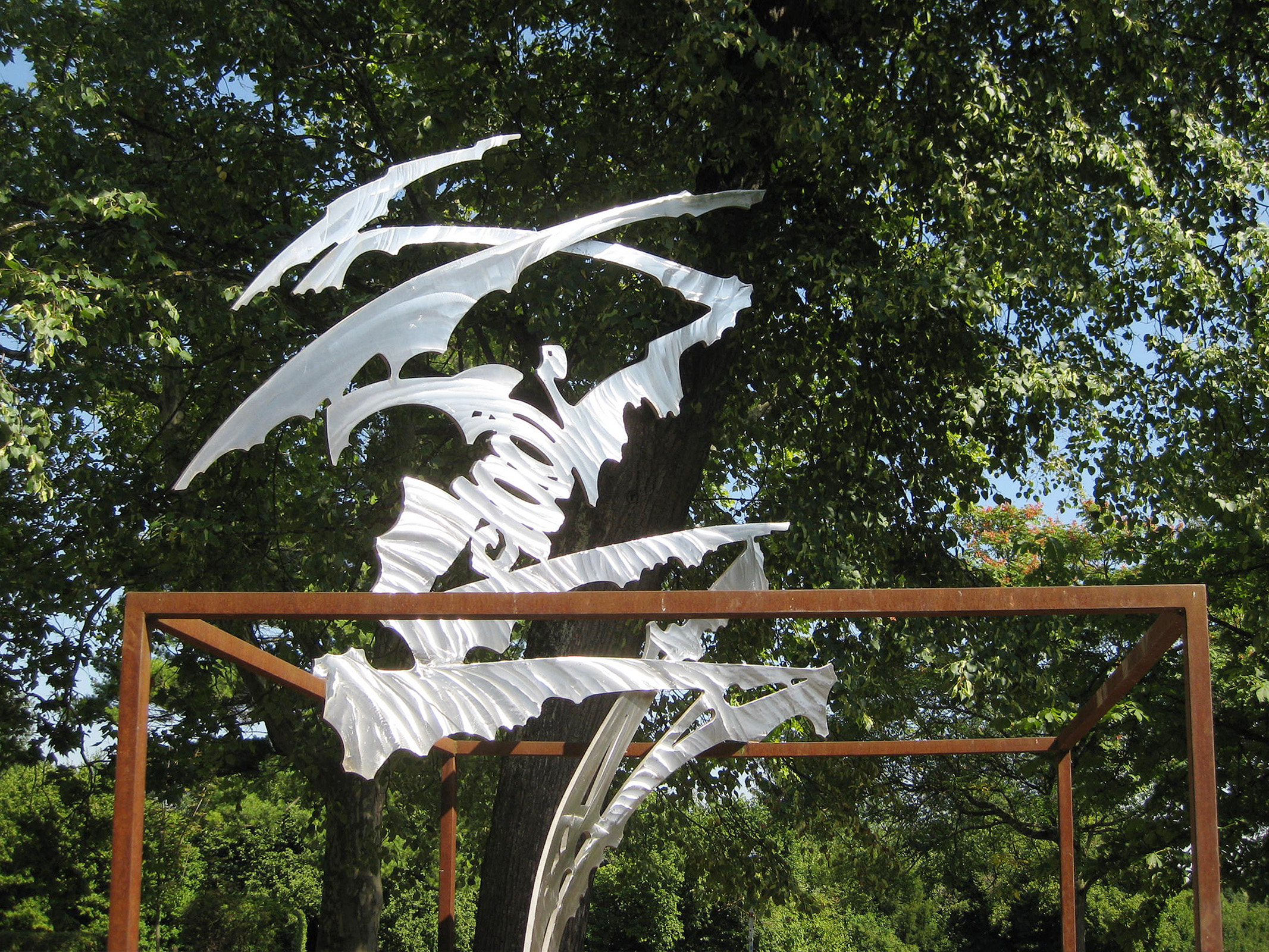
Hellmut Ehrath, Kalligrafische Skulptur
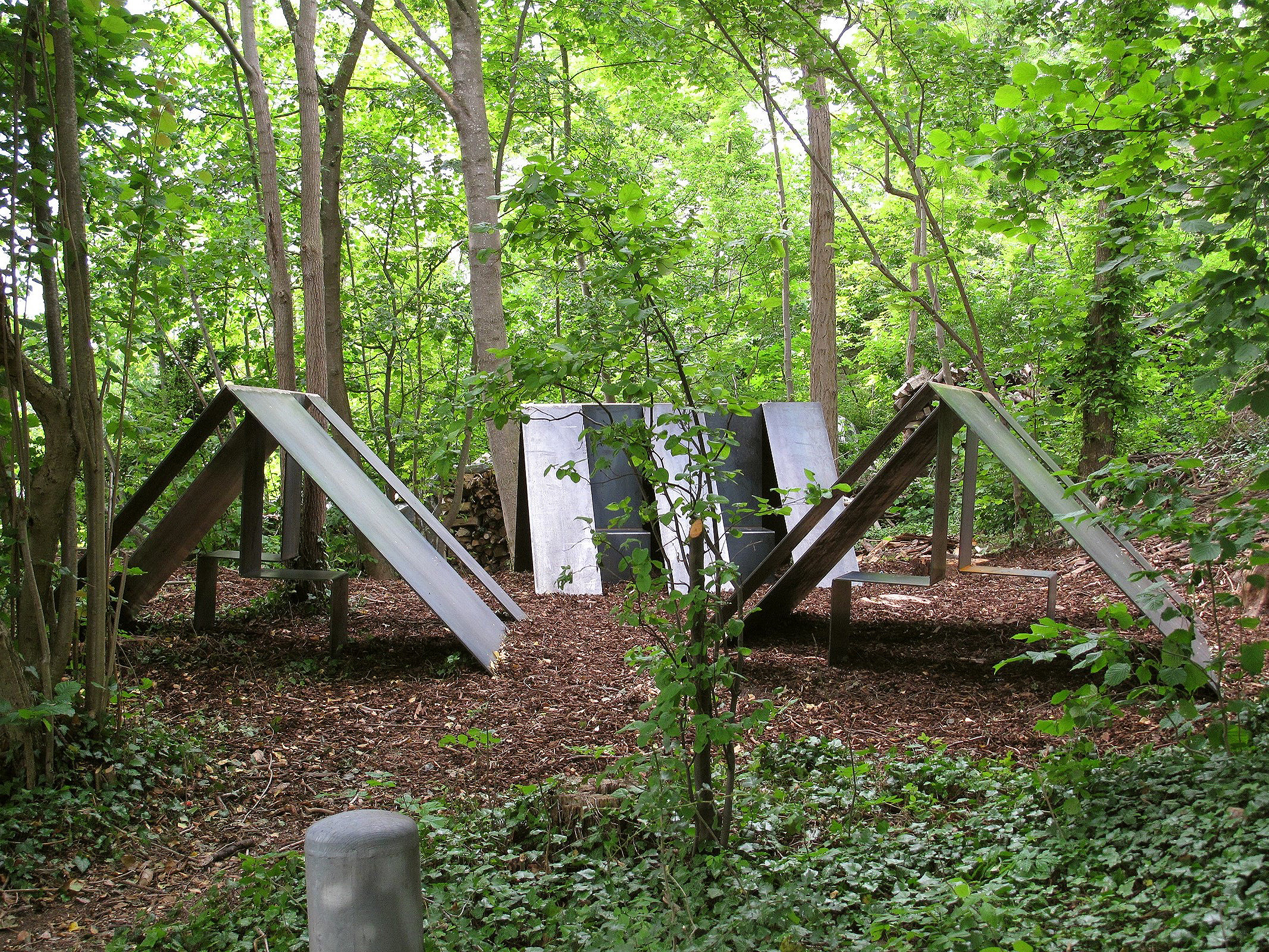
Timm Ulrichs, Einflächen-Faltstück
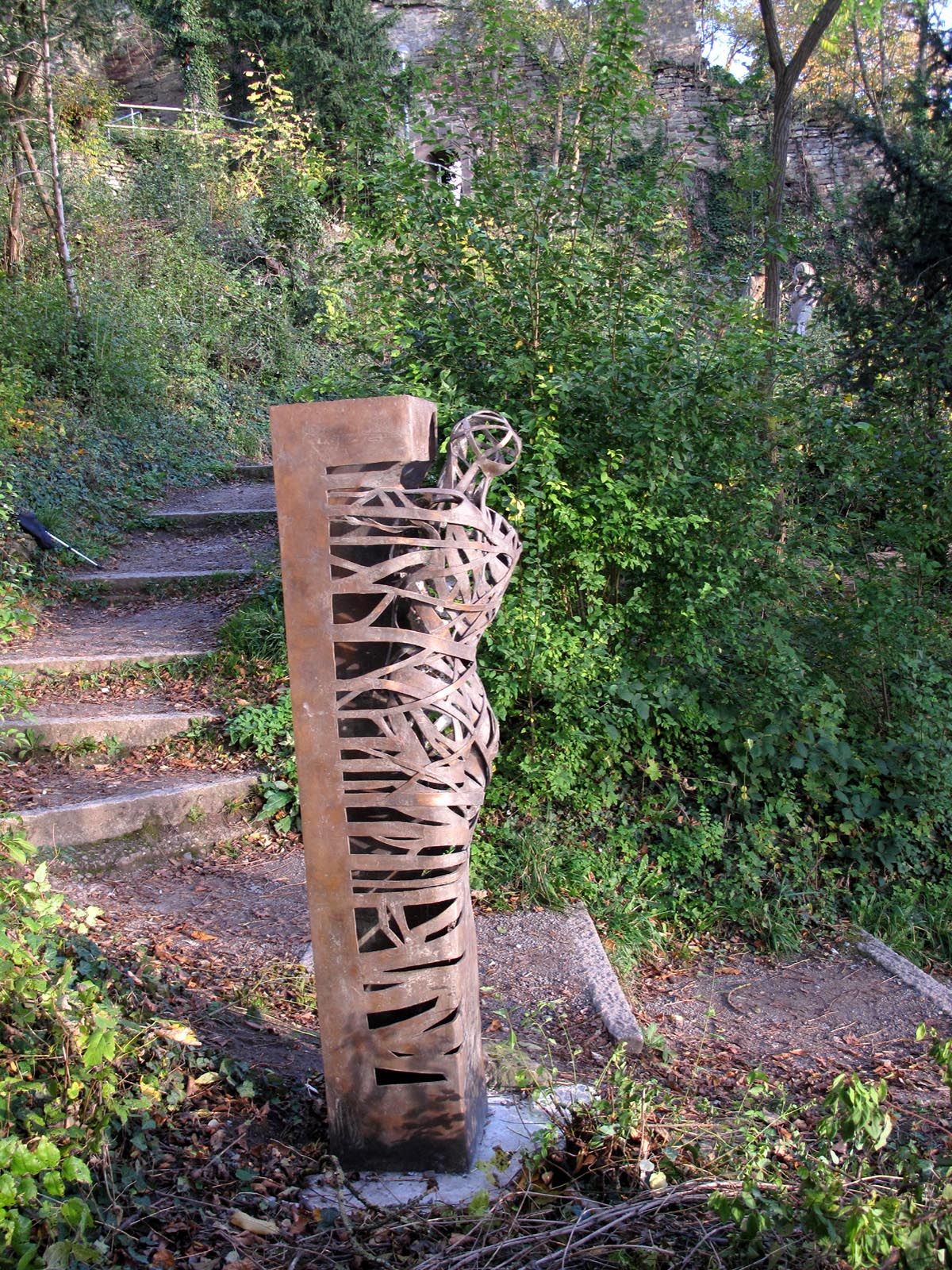
Michaela A. Fischer, Ratgebs Frau
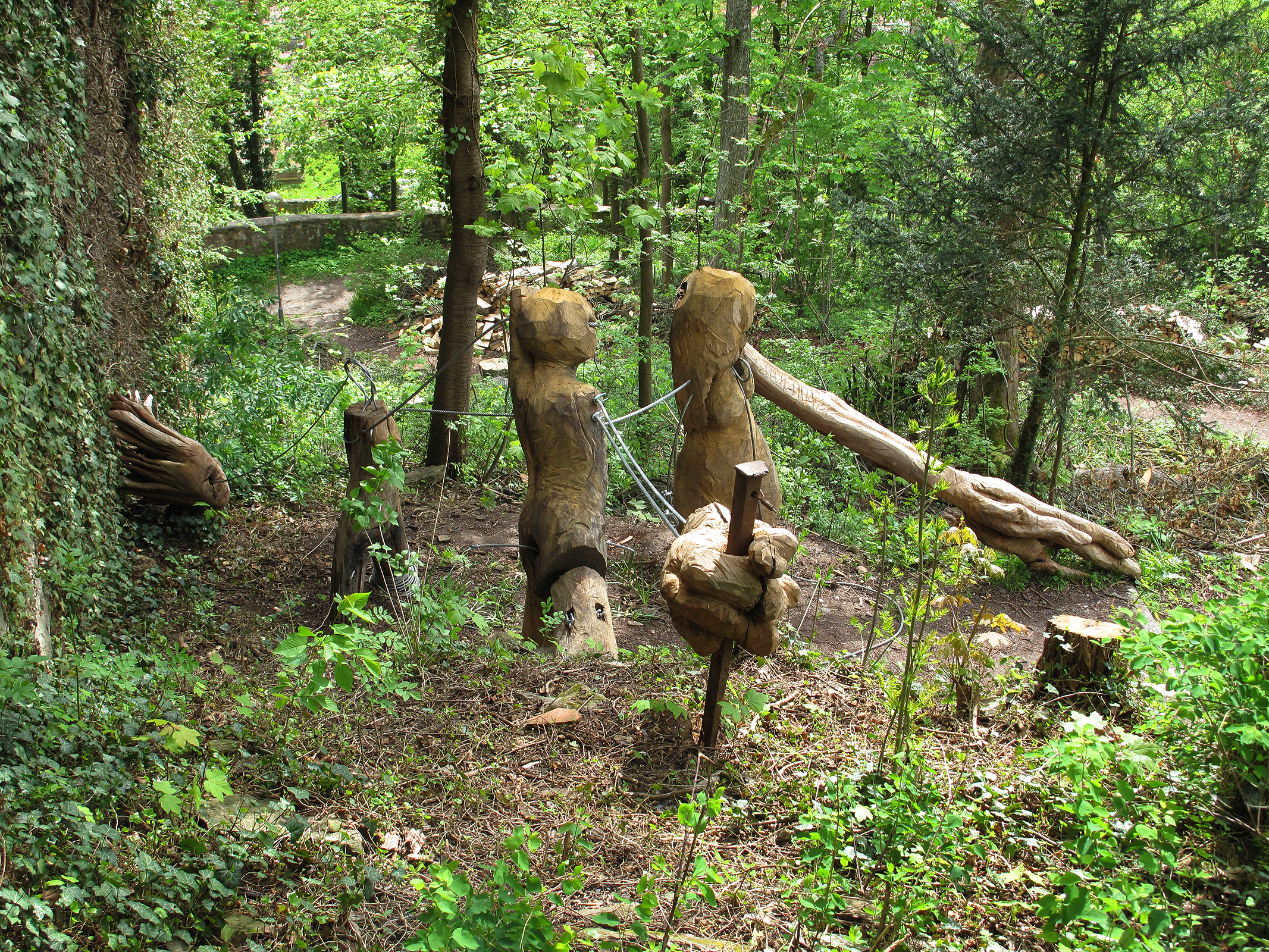
Thomas Putze, Bauernkriegsfamilie
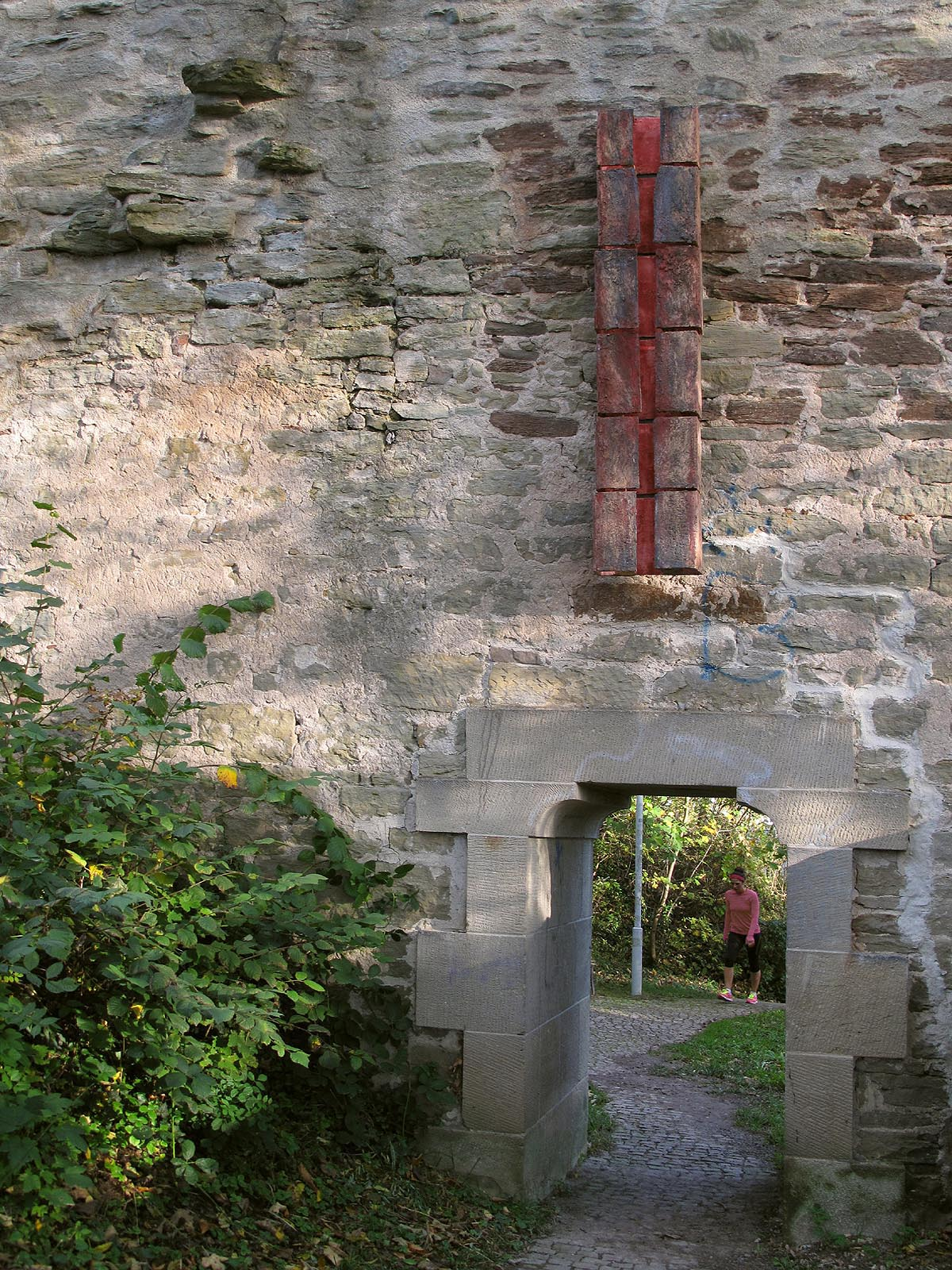
Linde Wallner, Lichtzeichen
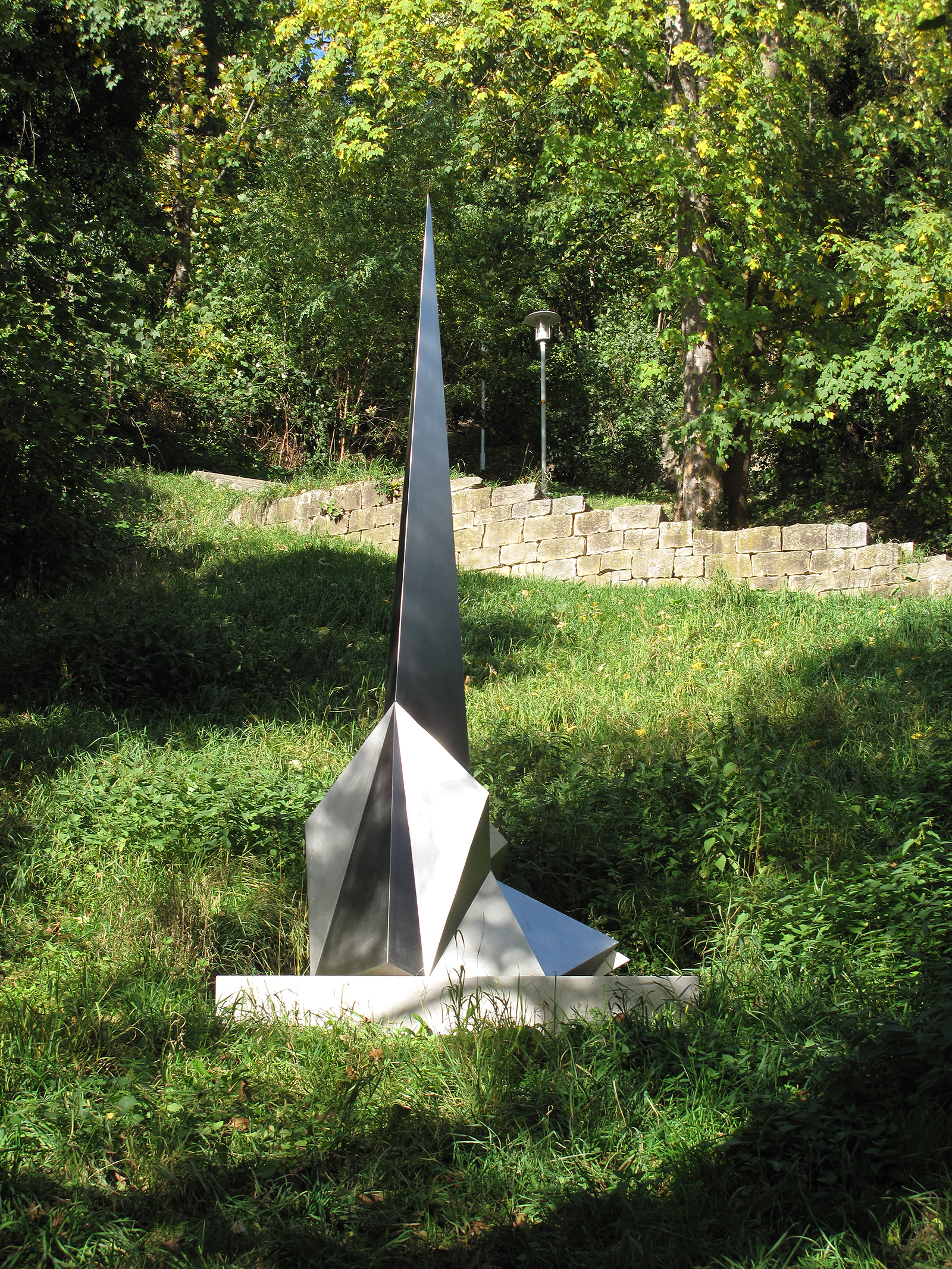
Erich Hauser, 7/92